# Melnik Ridge
Melnik Ridge (englisch; bulgarisch Мелнишки хребет Melnischki chrebet) ist ein schmaler, 1,9 km langer und 0,5 km breiter Gebirgskamm mit ost-westlicher Ausrichtung auf der Livingston-Insel im Archipel der Südlichen Shetlandinseln. Sein Zentrum befindet sich 4,16 km östlich des Hemus Peak, 3,5 km nordöstlich des Mount Bowles und 4,1 km nördlich bis östlich des Kuzman Knoll. Seine Südhänge sind steil und teilweise eisfrei. Der Kaliakra-Gletscher liegt nördlich von ihm. 
Die bulgarische Kommission für Antarktische Geographische Namen benannte sie 1997 nach der Stadt Melnik im Südwesten Bulgariens.